# Nedoharkî, Oleksandria
Nedoharkî (în ucraineană Недогарки) este localitatea de reședință a comunei Nedoharkî din raionul Oleksandria, regiunea Kirovohrad, Ucraina.

## Demografie
Componența lingvistică a localității Nedoharkî
     Ucraineană (93,65%)
     Rusă (4,56%)
     Alte limbi (1%)
Conform recensământului din 2001, majoritatea populației localității Nedoharkî era vorbitoare de ucraineană (93,65%), existând în minoritate și vorbitori de rusă (4,56%).